# Droga krajowa B71 (Niemcy)
Droga krajowa 71 (niem. Bundesstraße 71, B 71) – niemiecka droga krajowa przebiegająca  z północnego zachodu na południowy wschód od skrzyżowania z drogą B6 w Bremerhaven do skrzyżowania z drogą B6 w Könnern na północny zachód od Halle w Saksonii-Anhalt.

## Miejscowości leżące przy B71

### Brema
Bremerhaven

### Dolna Saksonia
Hohenwurth, Bexhövede, Stinstedt, Heerstedt, Beverstedt, Kirchwistedt, Volkmarst, Basdahl, Barchel, Glinde, Bremervörde, Bevern, Selsingen, Seedorf, Brauel, Zeven, Brüttendorf, Wehldorf, Sick, Mulmshorn, Luhne, Rotenburg (Wümme), Hemsbünde, Wensebrock, Brockel, Hemslingen, Jerusalem, Tewel, Brochdorf, Neuenkirchen, Soltau, Stübeckhorn, Alvern, Ilster, Münster, Oerrel, Eimke, Gerdau, Holthusen II, Hansen, Uelzen, Hanstedt II, Rassau, Schlieckau, Wellendorf, Groß Ellenberg, Növenthien, Bergen an der Dumme.

### Saksonia-Anhalt
Cheine, Brietz, Salzwedel, Mahlsdorf, Winterfeld, Cheinitz, Kakerbeck, Wiepke, Estedt, Berge, Ackendorf, Gardelegen, Letzlingen, Born, Haldensleben, Wedringen, Groß Ammensleben, Ebendorf, Magdeburg, Dodendorf, Atzendorf, Förderstedt, Neugattersleben, Strenzfeld, Bernburg (Saale), Peißen, Bebitz, Trebitz, Könnern.